# Leo Cato
Pour les articles homonymes, voir Cato.
Leo Cato est un homme politique grenadien et actuel président de la Chambre des représentants de Grenade depuis le 31 août 2022.

## Biographie
Il est titulaire d'une maîtrise en conception de systèmes informatiques de l'Université Kingston et d'un doctorat en technologie de l'éducation de l'Université Walden.
Il a été le président du conseil d'administration de la Grenada Co-operative Nutmeg Association (GCNA) de 2014 à 2022 et directeur de la Grenada Cocoa Association de 2016 à 2022. Il est également un ancien fonctionnaire au ministère de l'éducation.
Il est élu à la fonction de président de la Chambre des représentants de Grenade, le 31 août 2022, à la suite de la victoire du Congrès démocratique national aux élections législatives de juin 2022,.